# Arżan

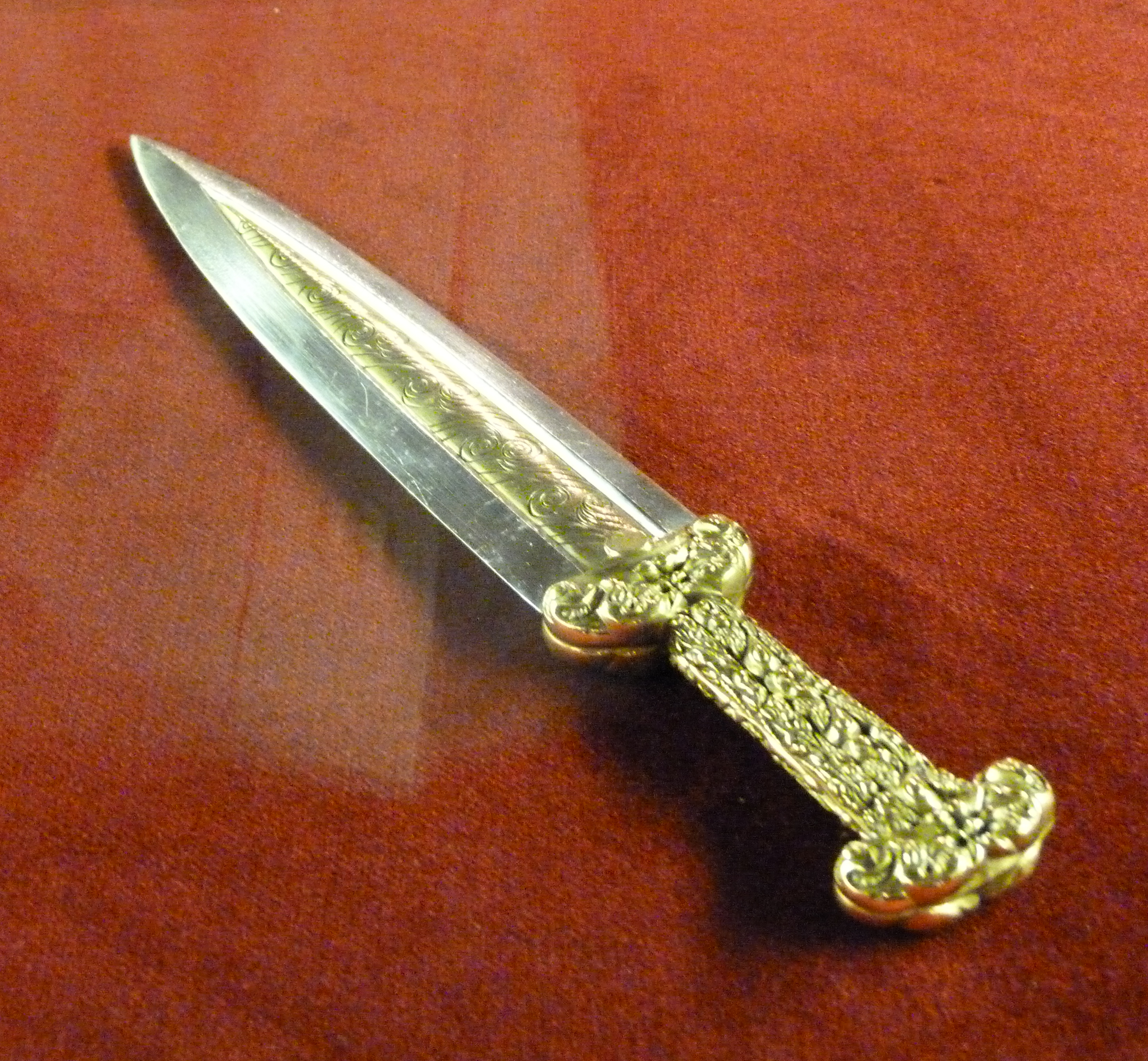
Sztylet znaleziony w kurhanie

Arżan (tuw. Аржаан, źródło wody mineralnej, ros. Аржан) – nazwa zbiorcza dwóch monumentalnych kurhanów (Arżan-1 i Arżan-2) położonych nad rzeką Ujuk w rosyjskiej republice Tuwa. Związane są z kulturą scytyjską.
Przebadany w latach 1971-1974 kurhan Arżan-1 datowany jest radiowęglowo na X/IX wiek p.n.e. Miał kształt kolistej platformy o średnicy 120 m i wysokości 3–4 m. Otoczono go murem z płyt kamiennych. W centrum znajdowała się komora grobowa wzniesiona z belek o konstrukcji zrębowej, o wymiarach 8×8 m. Wewnątrz niej znajdowała się mniejsza komora o powierzchni 16 m², w której umieszczono skrzynię z dwoma wydrążonymi w kłodach sarkofagami, zawierającymi szkielety starszego mężczyzny oraz kobiety w średnim wieku, najprawdopodobniej władcy i jego małżonki. Wokół mniejszej komory pogrzebano 6 koni oraz 8 mężczyzn – 7 starców i 1 młodzieńca. Komora centralna otoczona została ok. 70 trapezowatymi komorami ze złożonych na zrąb belek, rozłożonymi w 4-5 kręgach, również zawierającymi pochówki ludzkie i końskie. Łącznie zidentyfikowano szkielety ponad 160 koni. Po wschodniej stronie kurhanu odkryto pozostałości kamiennych ołtarzy, na których w trakcie ceremonii pogrzebowej składano ofiary końskie.
Wedle szacunków budowa kurhanu trwała 7-8 tygodni, przy zaangażowaniu około 1500 ludzi. Część wyposażenia grobowego została zrabowana już w starożytności. Zachowana część skarbu świadczy o wysokim statusie społecznym pochowanego. W skład inwentarza grobowego wchodziły m.in. broń w postaci sztyletów, grotów do strzał czy czekanów, ozdoby i części rzędu końskiego. Zabytki te wykazują związek z kulturą materialną stepów eurazjatyckich późnej epoki brązu, z wyraźnymi wpływami kultury scytyjskiej regionu kaukaskiego i nadczarnomorskiego, zwłaszcza w dziedzinie animistycznej ornamentyki zwierzęcej. Odkrycia te przyczyniły się do wzmocnienia hipotezy o środkowoazjatyckim pochodzeniu Scytów.
Kurhan Arżan-2 ma średnicę 80 m i wysokość 2 m. Jest miejscem pogrzebu wodza scytyjskiego drugiej połowy VII wieku p.n.e. Został zbadany w 1997 roku, wykopów w latach 2001-2003 dokonała rosyjsko-niemiecka ekspedycja (K.W. Czugunow, H. Parzinger, A. Nagler). Znaleziono ponad 20 kg wyrobów złotych w tzw. „stylu zwierzęcym” (animalistycznym).